# Martin Verdonič
Martin Verdonič (ur. 3 lutego 1983 w Bratysławie) – słowacki wioślarz.

## Osiągnięcia
- Mistrzostwa Europy – Poznań 2007 – dwójka podwójna wagi lekkiej – 12. miejsce[1].